# スタジオ雲雀
株式会社スタジオ雲雀（スタジオひばり、英: STUDIO HIBARI CO.,LTD.）は、日本のアニメ制作会社。日本動画協会正会員。アニメーション制作チーム「ラルケ」（独: Lerche）を構える。

## 歴史
土田プロダクションの仕上出身の光延幸子が1979年、仕上専門スタジオとして設立。スタジオの名は、「たとえ小さくとも美しい声で鳴く、ヒバリのようなスタジオにしたい」との願いから名づけた。1980年、『無敵ロボ トライダーG7』で1話丸ごとの制作を請け負うグロス請けを開始した。代表取締役会長の光延幸子は日本アニメーションの制作協力として土田プロダクション（以下、土田プロ）が制作した『がんばれ!ぼくらのヒットエンドラン』の色彩設計として、夫で東映動画出身のアニメーション監督・演出家の光延博愛は土田プロ制作作品で各話演出やチーフディレクターとして活動したことから土田プロとの付き合いが深く、設立当初は仕上の請負と土田プロのグロス請けが活動の中心だった。
1984年、トップクラフト制作の長編アニメーション映画『風の谷のナウシカ』の仕上協力を担当した。
1985年、息子の光延青児が専務取締役となる。
1986年に土田プロが倒産した後も引き続き他のスタジオのグロス請けを行っていたが、1990年代末に小学館プロダクションやケイエスエス製作作品を中心に元請制作を開始。
2002年、青児が代表取締役社長に就任。
2006年、自社企画のオリジナルテレビシリーズ『おろしたてミュージカル 練馬大根ブラザーズ』を手がけた。
2011年頃にはプロデューサーの比嘉勇二がアニメーション制作チーム「ラルケ」（独: Lerche）を結成。以降、ほとんどのテレビアニメの元請作品がラルケ名義となっている。
2020年8月17日付で作画スタジオの「イングレッサ」を組織改編し、「大阪スタジオ」を開設。2022年12月にはベトナム現地法人の「HIBARI VIETNAM CO.,LTD」を開設。

## 制作体制
スタジオ雲雀とラークスエンタテインメントで合わせて約140名のスタッフが在籍。両社の全部門が光音ビル本社内に統合されている。2020年8月からは『大阪スタジオ』が大阪府大阪市淀川区、2022年12月からは『HIBARI VIETNAM CO.,LTD』がベトナムのホーチミン市にて稼働を開始した。
近年の元請制作作品ではスタジオ雲雀のアニメーションブランド名義である『ラルケ』の名称で制作を行う場合がほとんどである。社内には演出・作画・仕上・撮影の部門を構えており、3DCGはスタジオ雲雀と同じビル内で活動する子会社『ラークスエンタテインメント』が主に担当している。
元請制作には『ラークスエンタテインメント』の子会社であるベトナムの『SAO SANG DESIGN』と上海の協力会社である『qIXIE STUDIO』（旧：上海M.C.C.）が参加しており原画・第二原画・撮影などで協力している他、元請作品の動画・仕上の工程をラルケを含めた上記3社のみで全て賄うことも多い。自社関連作品の動画作業は2015年以降全てデジタル作画に移行している。
背景美術は専門会社に外注しており、アニメーション監督の岸誠二の参加率が高い関係から、岸が代表を務める「チームティルドーン」が美術を担当することが多い。また、編集は本社が入居しているビルに森田清次が代表を務める『有限会社森田編集室』も入居していることから、基本的に同社へ委託している。背景美術と編集以外は自社で内製できる体制を整えているが、作品によっては撮影とCGを他の会社（スタジオディーンなど）に完全外注することもある。

## 作品履歴

### テレビアニメ
| 開始年 | 放送期間         | タイトル                                              | 制作スタジオ        | 監督                                   | シリーズ構成        | アニメーション プロデューサー | 原作             | 備考                                     |
| ------ | ---------------- | ----------------------------------------------------- | ------------------- | -------------------------------------- | ------------------- | ----------------------------- | ---------------- | ---------------------------------------- |
| 1998年 | 5月 - 10月       | パニポニ                                              | スタジオ雲雀        | 永丘昭典                               | N/A                 | N/A                           | N/A              |                                          |
| 1999年 | 4月 - 2000年3月  | KAIKANフレーズ                                        | スタジオ雲雀        | ときたひろこ                           | [ 注 1 ]            | 光延青児                      | 漫画             |                                          |
| 2000年 | 4月 - 2001年3月  | うちゅう人 田中太郎                                   | スタジオ雲雀        | 山口頼房                               | 土屋理敬            | 光延青児 斎藤次郎             | 漫画             |                                          |
| 2001年 | 4月 - 2002年1月  | 探偵少年カゲマン                                      | スタジオ雲雀        | 山口頼房                               | 土屋理敬            | 光延青児 斎藤次郎             | 漫画             |                                          |
| 2002年 | 4月 - 6月        | HAPPY★LESSON THE TV                                   | スタジオ雲雀        | 鈴木行                                 | 吉岡たかを          | 光延青児                      | 読者参加企画     |                                          |
| 2002年 | 4月 - 2003年9月  | わがまま☆フェアリー ミルモでポン!                     | スタジオ雲雀        | カサヰケンイチ                         | 土屋理敬            | 光延青児                      | 漫画             |                                          |
| 2002年 | 10月 - 2003年4月 | デュエル・マスターズ                                  | スタジオ雲雀        | 鈴木輪流郎                             | 西園悟              | 光延青児 安部正次郞           | 漫画             | 共同制作：A・C・G・T                     |
| 2003年 | 1月 - 3月        | らいむいろ戦奇譚                                      | スタジオ雲雀        | 鈴木行                                 | あかほりさとる      | 光延青児                      | ゲーム           |                                          |
| 2003年 | 7月 - 9月        | HAPPY★LESSON ADVANCE                                  | スタジオ雲雀        | 鈴木行                                 | 吉岡たかを          | 光延青児                      | 読者参加企画     |                                          |
| 2003年 | 10月 - 2004年3月 | わがまま☆フェアリー ミルモでポン! ごおるでん          | スタジオ雲雀        | カサヰケンイチ                         | 土屋理敬            | 光延青児                      | 漫画             |                                          |
| 2003年 | 10月 - 2006年3月 | 絶体絶命でんぢゃらすじーさん                          | スタジオ雲雀        | 山口頼房                               | N/A                 | 光廷青児 斉藤次郎             | 漫画             | 制作協力：スタジオキャッツ、動画工房     |
| 2004年 | 4月 - 2005年3月  | みらくる! ぱんぞう                                    | スタジオ雲雀        | 中西伸彰                               | N/A                 | 光廷青児 斉藤次郎             | 漫画             |                                          |
| 2004年 | 4月 - 2005年4月  | わがまま☆フェアリー ミルモでポン! わんだほう          | スタジオ雲雀        | 福島利規                               | 土屋理敬            | 光延青児                      | 漫画             |                                          |
| 2004年 | 4月 - 2006年3月  | デュエル・マスターズ チャージ                         | スタジオ雲雀        | 鈴木輪流郎                             | 西園悟              | 光延青児                      | 漫画             |                                          |
| 2004年 | 11月 - 2005年5月 | メジャー                                              | スタジオ雲雀        | カサヰケンイチ                         | 土屋理敬            | 光延青児                      | 漫画             |                                          |
| 2005年 | 4月 - 9月        | わがまま☆フェアリー ミルモでポン! ちゃあみんぐ        | スタジオ雲雀        | 福島利規                               | 土屋理敬            | 光延青児                      | 漫画             |                                          |
| 2005年 | 10月 - 12月      | はっぴぃセブン 〜ざ・テレビまんが〜                   | スタジオ雲雀        | 矢吹勉                                 | 川崎ヒロユキ        | 光延青児                      | 小説             | 共同制作：トライネットエンタテインメント |
| 2005年 | 12月 - 2006年6月 | メジャー（第2シリーズ）                               | スタジオ雲雀        | カサヰケンイチ                         | 土屋理敬            | 光延青児                      | 漫画             |                                          |
| 2006年 | 1月 - 3月        | かしまし 〜ガール・ミーツ・ガール〜                   | スタジオ雲雀        | 中西伸彰                               | 花田十輝            | 光延青児                      | 漫画             |                                          |
| 2006年 | 1月 - 3月        | おろしたてミュージカル 練馬大根ブラザーズ             | スタジオ雲雀        | ワタナベシンイチ                       | 浦沢義雄            | 吉田大樹                      | オリジナル       |                                          |
| 2006年 | 4月 - 6月        | 吉永さん家のガーゴイル                                | スタジオ雲雀        | 鈴木行                                 | 吉岡たかを          | 光延青児                      | 小説             | 共同制作：トライネットエンタテインメント |
| 2006年 | 7月 - 9月        | つよきす Cool×Sweet                                   | スタジオ雲雀        | 木村真一郎                             | 山田靖智            | 山崎成人                      | ゲーム           | 共同制作：トライネットエンタテインメント |
| 2006年 | 10月 - 2007年3月 | すもももももも 地上最強のヨメ                         | スタジオ雲雀        | 中西伸彰                               | 井上敏樹            | 山崎成人                      | 漫画             |                                          |
| 2007年 | 1月 - 3月        | Venus Versus Virus                                    | スタジオ雲雀        | 木村真一郎                             | 井上敏樹            | 山崎成人                      | 漫画             |                                          |
| 2007年 | 1月 - 6月        | メジャー（第3シリーズ）                               | スタジオ雲雀        | カサヰケンイチ                         | 土屋理敬            | 光延青児                      | 漫画             |                                          |
| 2007年 | 3月 - 5月        | MOONLIGHT MILE -Lift off-                             | スタジオ雲雀        | 鈴木行                                 | 遠藤明範            | 大野雅義                      | 漫画             |                                          |
| 2007年 | 9月 - 12月       | MOONLIGHT MILE -Touch down-                           | スタジオ雲雀        | 鈴木行                                 | 遠藤明範            | N/A                           | 漫画             |                                          |
| 2008年 | 4月 - 2009年3月  | ネットゴーストPIPOPA                                  | スタジオ雲雀        | 木村真一郎                             | 山田靖智            | 山崎成人 吉田大樹             | オリジナル       |                                          |
| 2009年 | 6月 - 9月        | ファイト一発! 充電ちゃん!!                            | スタジオ雲雀        | 木村真一郎                             | 山田靖智            | 山崎成人 吉田大樹             | 漫画             |                                          |
| 2009年 | 6月 - 9月        | ヴァイス・サヴァイヴ                                  | スタジオ雲雀        | 鈴木行                                 | 井上智代 吉岡たかお | N/A                           | 漫画             |                                          |
| 2009年 | 10月 - 2010年9月 | 夢色パティシエール                                    | スタジオ雲雀        | 鈴木行                                 | 山田隆司            | 吉田大樹                      | 漫画             |                                          |
| 2009年 | 12月 - 2010年3月 | ヴァイス・サヴァイヴR                                 | スタジオ雲雀        | セトウケンジ                           | 竹内利光            | N/A                           | 漫画             |                                          |
| 2010年 | 10月 - 12月      | 夢色パティシエールSP プロフェッショナル               | スタジオ雲雀        | 鈴木行                                 | 山田隆司            | 吉田大樹                      | 漫画             |                                          |
| 2011年 | 10月 - 12月      | 真剣で私に恋しなさい!!                                | Lerche              | 元永慶太郎                             | 高山カツヒコ        | 山崎成人                      | ゲーム           |                                          |
| 2013年 | 7月 - 9月        | ダンガンロンパ 希望の学園と絶望の高校生 The Animation | Lerche              | 岸誠二                                 | 上江洲誠            | 比嘉勇二                      | ゲーム           |                                          |
| 2013年 | 10月 - 12月      | 機巧少女は傷つかない                                  | Lerche              | よしもときんじ                         | 柿原優子            | 比嘉勇二                      | 小説             |                                          |
| 2014年 | 4月 - 6月        | 召しませロードス島戦記 〜それっておいしいの?〜        | スタジオ雲雀        | 鈴木行                                 | N/A                 | 鹿嶌舜                        | 小説             | 共同制作：スタジオディーン               |
| 2014年 | 7月 - 9月        | Re:␣ ハマトラ                                         | Lerche              | 岸誠二                                 | 熊谷純              | 比嘉勇二                      | オリジナル       |                                          |
| 2015年 | 1月 - 6月        | 暗殺教室                                              | Lerche              | 岸誠二                                 | 上江洲誠            | 比嘉勇二                      | 漫画             |                                          |
| 2015年 | 7月 - 9月        | モンスター娘のいる日常                                | Lerche              | 吉原達矢                               | ふでやすかずゆき    | 比嘉勇二 山崎成人             | 漫画             | 共同制作：セヴァ                         |
| 2015年 | 7月 - 9月        | がっこうぐらし!                                       | Lerche              | 安藤正臣                               | 海法紀光            | 比嘉勇二                      | 漫画             |                                          |
| 2015年 | 7月 - 9月        | 乱歩奇譚 Game of Laplace                              | Lerche              | 岸誠二                                 | 上江洲誠            | 比嘉勇二 鹿嶌舜               | オリジナル       |                                          |
| 2016年 | 1月 - 3月        | 最弱無敗の神装機竜                                    | Lerche              | 安藤正臣                               | 柿原優子            | 比嘉勇二                      | 小説             |                                          |
| 2016年 | 1月 - 7月        | 暗殺教室（第2期）                                     | Lerche              | 岸誠二                                 | 上江洲誠            | 比嘉勇二                      | 漫画             |                                          |
| 2016年 | 7月 - 9月        | ダンガンロンパ3 -The End of 希望ヶ峰学園-             | Lerche              | 岸誠二（総） 福岡大生                  | 海法紀光            | 比嘉勇二                      | ゲーム           |                                          |
| 2016年 | 10月 - 12月      | 魔法少女育成計画                                      | Lerche              | 橋本裕之                               | 吉岡たかを          | 比嘉勇二                      | 小説             |                                          |
| 2017年 | 1月 - 3月        | クズの本懐                                            | Lerche              | 安藤正臣                               | 上江洲誠            | 比嘉勇二                      | 漫画             |                                          |
| 2017年 | 7月 - 9月        | ようこそ実力至上主義の教室へ                          | Lerche              | 岸誠二 橋本裕之                        | 朱白あおい          | 比嘉勇二                      | 小説             |                                          |
| 2017年 | 7月 - 9月        | 潔癖男子!青山くん                                     | スタジオ雲雀        | 市川量也                               | 後藤みどり          | 宮﨑裕司                      | 漫画             |                                          |
| 2017年 | 10月 - 12月      | キノの旅 -the Beautiful World- the Animated Series    | Lerche              | 田口智久                               | 菅原雪絵            | 秋田信人                      | 小説             |                                          |
| 2017年 | 10月 - 12月      | このはな綺譚                                          | Lerche              | 岡本英樹                               | 吉岡たかを          | 比嘉勇二                      | 漫画             |                                          |
| 2018年 | 1月 - 3月        | ハクメイとミコチ                                      | Lerche              | 安藤正臣                               | 吉田玲子            | 比嘉勇二                      | 漫画             |                                          |
| 2018年 | 7月 - 9月        | あそびあそばせ                                        | Lerche              | 岸誠二                                 | 柿原優子            | 比嘉勇二                      | 漫画             |                                          |
| 2018年 | 7月 - 9月        | 七星のスバル                                          | Lerche              | 仁昌寺義人                             | 吉岡たかを          | 比嘉勇二                      | 小説             |                                          |
| 2018年 | 10月 - 2019年2月 | ラディアン                                            | Lerche              | 岸誠二                                 | 上江洲誠            | 宮﨑裕司 比嘉勇二             | 漫画             |                                          |
| 2019年 | 7月 - 9月        | ギヴン                                                | Lerche              | 山口ひかる                             | 綾奈ゆにこ          | 比嘉勇二 秋田信人             | 漫画             |                                          |
| 2019年 | 7月 - 9月        | 彼方のアストラ                                        | Lerche              | 安藤正臣                               | 海法紀光            | 比嘉勇二                      | 漫画             |                                          |
| 2019年 | 10月 - 2020年2月 | ラディアン（第2シリーズ）                             | Lerche              | 岸誠二                                 | 上江洲誠            | 宮﨑裕司 比嘉勇二             | 漫画             |                                          |
| 2020年 | 1月 - 3月        | 地縛少年花子くん                                      | Lerche              | 安藤正臣                               | 中西やすひろ        | 比嘉勇二                      | 漫画             |                                          |
| 2021年 | 1月 - 3月        | IDOLY PRIDE                                           | Lerche              | 木野目優                               | 髙橋龍也            | 秋田信人 村松裕基             | メディアミックス |                                          |
| 2021年 | 10月 - 12月      | 逆転世界ノ電池少女                                    | Lerche              | 安藤正臣                               | 上江洲誠            | 比嘉勇二                      | オリジナル       |                                          |
| 2022年 | 7月 - 9月        | ようこそ実力至上主義の教室へ 2nd Season               | Lerche              | 岸誠二（総） 橋本裕之（総） 仁昌寺義人 | 風埜隼人            | 福田杏樹                      | 小説             |                                          |
| 2023年 | 1月 - 3月        | HIGH CARD                                             | スタジオ雲雀        | 和田純一                               | 黒柳尚己            | 宮﨑裕司                      | メディアミックス |                                          |
| 2023年 | 4月 - 6月        | ワールドダイスター                                    | Lerche              | 木野目優                               | 中西やすひろ        | 秋田信人                      | メディアミックス |                                          |
| 2023年 | 10月 - 11月      | 放課後少年花子くん                                    | Lerche スタジオ雲雀 | 北村真咲                               | 長友一馬            | 西村僚                        | 漫画             |                                          |
| 2024年 | 1月 - 3月        | HIGH CARD season2                                     | スタジオ雲雀        | 和田純一                               | 黒柳尚己            | 宮﨑裕司                      | メディアミックス |                                          |
| 2024年 | 1月 - 3月        | ようこそ実力至上主義の教室へ 3rd Season               | Lerche              | 岸誠二（総） 橋本裕之（総） 仁昌寺義人 | 風埜隼人 重信康     | 福田杏樹                      | 小説             |                                          |
| 2024年 | 10月 - 12月      | 放課後少年花子くん 続編                               | Lerche スタジオ雲雀 | 北村真咲                               | 長友一馬            | 西村僚                        | 漫画             |                                          |
| 2025年 | 1月 - 3月        | 地縛少年花子くん2                                     | Lerche スタジオ雲雀 | 福井洋平                               | 中西やすひろ        | 福田杏樹                      | 漫画             | 第1クール                                |
| 2025年 | 7月 -            | 地縛少年花子くん2                                     | Lerche スタジオ雲雀 | 福井洋平                               | 中西やすひろ        | 福田杏樹                      | 漫画             | 第2クール                                |
| 2025年 | 7月 -            | 桃源暗鬼                                              | スタジオ雲雀        | 野中阿斗                               | 菅原雪絵            | 秋田信人                      | 漫画             |                                          |

### 劇場アニメ
| 公開年 | 公開日   | タイトル                                  | 制作スタジオ | 監督       | 脚本       | アニメーション プロデューサー | 原作       |
| ------ | -------- | ----------------------------------------- | ------------ | ---------- | ---------- | ----------------------------- | ---------- |
| 2005年 | 3月12日  | 劇場版デュエル・マスターズ 闇の城の魔龍凰 | スタジオ雲雀 | 鈴木輪流郎 | 西園悟     | 光延青児                      | 漫画       |
| 2010年 | 5月11日  | ジュノー                                  | スタジオ雲雀 | 木村真一郎 | 山田靖智   | 山崎成人                      | オリジナル |
| 2016年 | 11月19日 | 劇場版「暗殺教室」365日の時間             | Lerche       | 岸誠二     | 上江洲誠   | 比嘉勇二                      | 漫画       |
| 2020年 | 5月16日  | 映画 ギヴン                               | Lerche       | 山口ひかる | 綾奈ゆにこ | 比嘉勇二 秋田信人             | 漫画       |
| 2020年 | 9月11日  | 海辺のエトランゼ                          | スタジオ雲雀 | 大橋明代   | 大橋明代   | N/A                           | 漫画       |

### OVA
| 発売年 | 発売日                   | タイトル                                           | 制作スタジオ | 監督                      | アニメーション プロデューサー | 原作       | 備考       |
| ------ | ------------------------ | -------------------------------------------------- | ------------ | ------------------------- | ----------------------------- | ---------- | ---------- |
| 1990年 | 11月1日 - 12月21日       | 新カラテ地獄変                                     | スタジオ雲雀 | 楠葉宏三 桜井利之         | N/A                           | 漫画       |            |
| 2000年 | 9月22日 - 11月24日       | 恋姫                                               | スタジオ雲雀 | 政木伸一                  | N/A                           | ゲーム     | 18禁アニメ |
| 2001年 | 11月22日 - 2002年2月22日 | 続・恋姫                                           | スタジオ雲雀 | 政木伸一                  | N/A                           | ゲーム     | 18禁アニメ |
| 2004年 | 4月23日 - 6月25日        | らいむいろ戦奇譚 南国夢浪漫                        | スタジオ雲雀 | 鈴木行                    | 光延青児                      | ゲーム     |            |
| 2004年 | 11月24日                 | ねとらん者 THE MOVIE #1 ネットのすみでブログと叫ぶ | スタジオ雲雀 | 鎌田祐輔                  | 光延青児 井内正博             | オリジナル |            |
| 2008年 | 5月23日 - 9月26日        | 星の海のアムリ                                     | スタジオ雲雀 | 米たにヨシトモ            | N/A                           | オリジナル |            |
| 2009年 | 4月24日                  | いっしょにとれーにんぐ                             | スタジオ雲雀 | 鈴木行                    | 光延青児                      | オリジナル |            |
| 2010年 | 2月11日                  | いっしょにすりーぴんぐ                             | スタジオ雲雀 | 木村真一郎                | 光延青児                      | オリジナル |            |
| 2010年 | 12月24日                 | いっしょにとれーにんぐ026                          | スタジオ雲雀 | 木村真一郎                | N/A                           | オリジナル |            |
| 2011年 | 8月14日 - 12月31日       | カーニバル・ファンタズム                           | Lerche       | 岸誠二                    | 比嘉勇二                      | 漫画       |            |
| 2011年 | 12月31日                 | Fate/Prototype                                     | Lerche       | 岸誠二                    | N/A                           | 小説       |            |
| 2014年 | 8月29日                  | サクラカプセル                                     | Lerche       | 大橋明代                  | 比嘉勇二                      | オリジナル |            |
| 2016年 | 11月11日                 | モンスター娘のいる日常                             | Lerche       | 吉原達矢                  | 比嘉勇二 山崎成人             | 漫画       |            |
| 2017年 | 11月3日                  | エスカクロン                                       | Lerche       | 水島精二（総） 山口ひかる | 比嘉勇二                      | 朗読劇     |            |
| 2021年 | 6月2日 - 8月25日         | Fate/Grand Carnival                                | Lerche       | 岸誠二                    | 比嘉勇二                      | ゲーム     |            |
| 2021年 | 12月1日                  | ギヴン うらがわの存在                              | Lerche       | 大橋明代                  | 比嘉勇二 秋田信人             | 漫画       |            |

### Webアニメ
| 配信年 | 配信期間                 | タイトル                      | 制作スタジオ | 監督                    | シリーズ構成 または脚本 | アニメーション プロデューサー | 原作                       | 共同制作                     |
| ------ | ------------------------ | ----------------------------- | ------------ | ----------------------- | ----------------------- | ----------------------------- | -------------------------- | ---------------------------- |
| 2007年 | 3月20日 - 5月14日        | ケータイ少女                  | スタジオ雲雀 | 矢吹勉                  | N/A                     | 光延青児                      | ゲーム                     |                              |
| 2015年 | 10月10日 - 2016年12月3日 | モンスターストライク（第1期） | スタジオ雲雀 | 市川量也                | 加藤陽一                | 宮崎裕司                      | ゲーム                     | ウルトラスーパーピクチャーズ |
| 2016年 | 12月23日 - 2017年3月10日 | 殺せんせーQ!                  | Lerche       | 岸誠二（総） 仁昌寺義人 | 上江洲誠                | 比嘉勇二                      | 漫画                       |                              |
| 2021年 | 6月23日                  | les plumes                    | Lerche       | 木野目優                | 田中一馬                | N/A                           | メディアミックス           |                              |
| 2021年 | 6月23日                  | GIRI-GIRI borderless world    | Lerche       | 木野目優                | 田中一馬                | N/A                           | メディアミックス           |                              |
| 2022年 | 8月18日                  | Tekken: Bloodline             | スタジオ雲雀 | 宮尾佳和                | Gavin Hignight          | ゲーム                        | ラークスエンタテインメント |                              |

### ゲーム
| 発売年 | タイトル                 | 備考                                         |
| ------ | ------------------------ | -------------------------------------------- |
| 1996年 | チップちゃんキィーック!  | OPアニメーション制作                         |
| 1998年 | ずっといっしょ           | アニメーション・ゲームビジュアル制作         |
| 1999年 | キャプテン・ラヴ         | イベント作画・オープニングアニメーション     |
| 2003年 | ガチャフォース           |                                              |
| 2009年 | 真剣で私に恋しなさい!!   | OPアニメーション制作                         |
| 2010年 | シュガーコートフリークス | OPアニメーション制作                         |
| 2013年 | ディスガイア D2          | OPアニメーション制作、共同制作:白組          |
| 2013年 | パズドラZ                | OPアニメーション制作                         |
| 2023年 | ペルソナ5 タクティカ     | OPアニメーション制作、劇中アニメーション制作 |

### 制作協力
| 年     | タイトル                                          | 制作スタジオ | 制作元請                         | 備考                   |
| ------ | ------------------------------------------------- | ------------ | -------------------------------- | ---------------------- |
| 1980年 | 無敵ロボ トライダーG7                             | スタジオ雲雀 | 日本サンライズ                   | 各話制作協力           |
| 1980年 | おじゃまんが山田くん                              | スタジオ雲雀 | 土田プロダクション               | 各話制作協力           |
| 1980年 | まんがことわざ事典                                | スタジオ雲雀 | 土田プロダクション               | 各話制作協力           |
| 1983年 | キャプテン翼 (昭和版)                             | スタジオ雲雀 | 土田プロダクション               | 各話制作協力           |
| 1986年 | 天空の城ラピュタ                                  | スタジオ雲雀 | スタジオジブリ                   | 各話制作協力           |
| 1986年 | めぞん一刻                                        | スタジオ雲雀 | スタジオディーン                 | 各話制作協力           |
| 1989年 | 魔女の宅急便                                      | スタジオ雲雀 | スタジオジブリ                   | 各話制作協力           |
| 1993年 | 3丁目のタマ うちのタマ知りませんか? (第1シリーズ) | スタジオ雲雀 | グループ・タック                 | 各話制作協力           |
| 1993年 | ムカムカパラダイス                                | スタジオ雲雀 | 日本アニメーション               | 各話制作協力           |
| 1994年 | 3丁目のタマ うちのタマ知りませんか? (第2シリーズ) | スタジオ雲雀 | グループ・タック                 | 各話制作協力           |
| 1994年 | 魔法陣グルグル（第1作）                           | スタジオ雲雀 | 日本アニメーション               | 各話制作協力           |
| 1995年 | 行け!稲中卓球部                                   | スタジオ雲雀 | グルーパープロダクション         | アニメーション制作協力 |
| 1995年 | ストリートファイターII V                          | スタジオ雲雀 | グループ・タック                 | 各話制作協力           |
| 1996年 | こどものおもちゃ                                  | スタジオ雲雀 | スタジオぎゃろっぷ               | 各話制作協力           |
| 1996年 | セイバーマリオネットJ                             | スタジオ雲雀 | スタジオジュニオ                 | 各話制作協力           |
| 1996年 | 吸血姫美夕                                        | スタジオ雲雀 | AIC                              | 各話制作協力           |
| 1996年 | レジェンド・オブ・クリスタニア                    | スタジオ雲雀 | トライアングルスタッフ           | 各話制作協力           |
| 1998年 | 発明BOYカニパン                                   | スタジオ雲雀 | スタジオコメット                 | 各話制作協力           |
| 2000年 | 闇の末裔                                          | スタジオ雲雀 | J.C.STAFF                        | 各話制作協力           |
| 2001年 | 逮捕しちゃうぞ SECOND SEASON                      | スタジオ雲雀 | スタジオディーン                 | 各話制作協力           |
| 2001年 | ちっちゃな雪使いシュガー                          | スタジオ雲雀 | J.C.STAFF                        | 各話制作協力           |
| 2001年 | 千と千尋の神隠し                                  | スタジオ雲雀 | スタジオジブリ                   | 動画協力               |
| 2003年 | MOUSE                                             | スタジオ雲雀 | スタジオディーン                 | アニメーション制作協力 |
| 2006年 | 家庭教師ヒットマンREBORN!                         | スタジオ雲雀 | アートランド                     | 各話制作協力           |
| 2007年 | 英國戀物語エマ 第二幕                             | スタジオ雲雀 | 亜細亜堂                         | 各話制作協力           |
| 2007年 | おおきく振りかぶって                              | スタジオ雲雀 | A-1 Pictures                     | 各話制作協力           |
| 2007年 | Myself ; Yourself                                 | スタジオ雲雀 | 動画工房                         | 各話制作協力           |
| 2008年 | 君が主で執事が俺で                                | スタジオ雲雀 | A・C・G・T                       | 各話制作協力           |
| 2008年 | xxxHOLiC◆継                                       | スタジオ雲雀 | Production I.G                   | 各話制作協力           |
| 2008年 | 狂乱家族日記                                      | スタジオ雲雀 | ノーマッド                       | 各話制作協力           |
| 2008年 | スケアクロウマン                                  | スタジオ雲雀 | トムス・エンタテインメント       | 各話制作協力           |
| 2010年 | 爆丸バトルブローラーズ ニューヴェストロイア       | スタジオ雲雀 | トムス・エンタテインメント       | アニメーション制作協力 |
| 2010年 | 迷い猫オーバーラン!                               | スタジオ雲雀 | AIC                              | 各話制作協力           |
| 2010年 | 爆丸バトルブローラーズ ガンダリアンインベーダーズ | スタジオ雲雀 | トムス・エンタテインメント       | アニメーション制作協力 |
| 2011年 | フリージング                                      | スタジオ雲雀 | A・C・G・T                       | 各話制作協力           |
| 2011年 | ショコラの魔法                                    | スタジオ雲雀 | SynergySP                        | アニメーション制作協力 |
| 2011年 | 戦国乙女〜桃色パラドックス〜                      | スタジオ雲雀 | トムス・エンタテインメント       | 各話制作協力           |
| 2011年 | ペルソナ4                                         | Lerche       | AIC ASTA                         | 各話制作協力           |
| 2012年 | いじめ ～いけにえの教室～                         | スタジオ雲雀 | SynergySP                        | 制作協力               |
| 2012年 | 恋と選挙とチョコレート                            | Lerche       | AIC Build                        | 各話制作協力           |
| 2012年 | 人類は衰退しました                                | Lerche       | AIC ASTA                         | 各話制作協力           |
| 2012年 | 薄桜鬼 黎明録                                     | スタジオ雲雀 | スタジオディーン                 | 各話制作協力           |
| 2012年 | BTOOOM!                                           | スタジオ雲雀 | マッドハウス                     | 各話制作協力           |
| 2012年 | えびてん 公立海老栖川高校天悶部                   | Lerche       | AIC Classic                      | 各話制作協力           |
| 2013年 | DEVIL SURVIVOR 2 the ANIMATION                    | スタジオ雲雀 | ブリッジ                         | 各話制作協力           |
| 2013年 | 義風堂々!! 兼続と慶次                             | スタジオ雲雀 | スタジオディーン                 | 各話制作協力           |
| 2013年 | マギ The kingdom of magic                         | スタジオ雲雀 | A-1 Pictures                     | 各話制作協力           |
| 2014年 | ウィザード・バリスターズ 弁魔士セシル             | スタジオ雲雀 | アームス                         | 各話制作協力           |
| 2014年 | 咲-Saki- 全国編                                   | Lerche       | Studio五組                       | 各話制作協力           |
| 2014年 | Z/X IGNITION                                      | スタジオ雲雀 | テレコム・アニメーションフィルム | 各話制作協力           |
| 2014年 | 健全ロボ ダイミダラー                             | スタジオ雲雀 | ティー・エヌ・ケー               | 各話制作協力           |
| 2014年 | 精霊使いの剣舞                                    | スタジオ雲雀 | ティー・エヌ・ケー               | 各話制作協力           |
| 2014年 | 異能バトルは日常系のなかで                        | スタジオ雲雀 | TRIGGER                          | 各話制作協力           |
| 2015年 | クロスアンジュ 天使と竜の輪舞                     | スタジオ雲雀 | サンライズ                       | 各話制作協力           |
| 2015年 | ご注文はうさぎですか??                            | Lerche       | キネマシトラス、WHITE FOX        | 各話制作協力           |
| 2016年 | 霊剣山 星屑たちの宴                               | スタジオ雲雀 | スタジオディーン                 | 制作協力               |
| 2019年 | 爆丸バトルプラネット                              | スタジオ雲雀 | トムス・エンタテインメント       | アニメーション制作協力 |
| 2020年 | 爆丸アーマードアライアンス                        | スタジオ雲雀 | トムス・エンタテインメント       | アニメーション制作協力 |
| 2021年 | シン・エヴァンゲリオン劇場版                      | スタジオ雲雀 | カラー                           | 制作協力               |
| 2021年 | 爆丸ジオガンライジング                            | スタジオ雲雀 | トムス・エンタテインメント       | アニメーション制作協力 |

### その他
| 年     | タイトル                                           |
| ------ | -------------------------------------------------- |
| 2008年 | ベネッセコーポレーション 進研ゼミ小学講座販促用DVD |
| 2013年 | 漫画「宝石の国」1巻発売記念アニメーションPV        |

## ラークスエンタテインメント
株式会社ラークスエンタテインメント（英: LARX ENTERTAINMENT Co.,Ltd.）は、日本の3DCGアニメ制作会社。株式会社スタジオ雲雀の子会社。
2006年、スタジオ雲雀の3DCG部門を分社し設立。2012年から2013年にかけて放送された『獣旋バトル モンスーノ』で初の元請制作を担当した。スタジオ雲雀（Lerche）作品のほか、他社の3DCGも制作する。

### 作品履歴（ラークス）

#### テレビアニメ（ラークス）
| 開始年 | 放送期間         | タイトル              | 監督         | シリーズ構成 | アニメーション プロデューサー | 原作 |
| ------ | ---------------- | --------------------- | ------------ | ------------ | ----------------------------- | ---- |
| 2012年 | 10月 - 2013年9月 | 獣旋バトル モンスーノ | 奥村よしあき | Michael Ryan | 宮崎裕司                      | 玩具 |

#### Webアニメ（ラークス）
| 開始年 | 配信期間   | タイトル          | 監督     | シリーズ構成 または脚本 | アニメーション プロデューサー | 原作   | 共同制作     |
| ------ | ---------- | ----------------- | -------- | ----------------------- | ----------------------------- | ------ | ------------ |
| 2019年 | 7月 - 10月 | ケンガンアシュラ  | 岸誠二   | 上江洲誠                | 比嘉勇二                      | 漫画   |              |
| 2022年 | 8月        | Tekken: Bloodline | 宮尾佳和 | Gavin Hignight          | 宮崎裕司                      | ゲーム | スタジオ雲雀 |

#### 3DCG担当作品
| 年     | タイトル                                              | 制作元請                                                     |
| ------ | ----------------------------------------------------- | ------------------------------------------------------------ |
| 2013年 | ダンガンロンパ 希望の学園と絶望の高校生 The Animation | Lerche                                                       |
| 2013年 | Fate/kaleid liner プリズマ☆イリヤ                     | SILVER LINK.                                                 |
| 2013年 | 機巧少女は傷つかない                                  | Lerche                                                       |
| 2014年 | のうりん                                              | SILVER LINK.                                                 |
| 2014年 | Fate/kaleid liner プリズマ☆イリヤ ツヴァイ!           | SILVER LINK.                                                 |
| 2014年 | 結城友奈は勇者である                                  | Studio五組                                                   |
| 2015年 | 暗殺教室                                              | Lerche                                                       |
| 2015年 | 乱歩奇譚 Game of Laplace                              | Lerche                                                       |
| 2015年 | がっこうぐらし!                                       | Lerche                                                       |
| 2016年 | 暗殺教室（第2期）                                     | Lerche                                                       |
| 2016年 | モンスターストライク（第1期・第2章）                  | スタジオ雲雀 ウルトラスーパーピクチャーズ                    |
| 2016年 | 魔法少女育成計画                                      | Lerche                                                       |
| 2016年 | ろんぐらいだぁす!                                     | アクタス                                                     |
| 2016年 | 劇場版「暗殺教室」365日の時間                         | Lerche                                                       |
| 2016年 | モンスターストライク THE MOVIE はじまりの場所へ       | ライデンフィルム ウルトラスーパーピクチャーズ XFLAG PICTURES |
| 2017年 | クズの本懐                                            | Lerche                                                       |
| 2017年 | ようこそ実力至上主義の教室へ                          | Lerche                                                       |
| 2017年 | キノの旅 -the Beautiful World- the Animated Series    | Lerche                                                       |
| 2019年 | 彼方のアストラ                                        | Lerche                                                       |
| 2019年 | ギヴン                                                | Lerche                                                       |
| 2020年 | 映画 ギヴン                                           | Lerche                                                       |
| 2021年 | IDOLY PRIDE                                           | Lerche                                                       |
| 2021年 | ましろのおと                                          | シンエイ動画                                                 |
| 2021年 | Fate/Grand Carnival                                   | Lerche                                                       |
| 2021年 | 逆転世界ノ電池少女                                    | Lerche                                                       |

#### 制作協力（ラークス）
| 年     | タイトル                             | 制作元請                                    | 備考                                     |
| ------ | ------------------------------------ | ------------------------------------------- | ---------------------------------------- |
| 2012年 | 劇場版 TIGER & BUNNY -The Beginning- | サンライズ                                  | CGアニメーション協力・モデリング制作協力 |
| 2012年 | うーさーのその日暮らし               | サンジゲン                                  | 各話制作協力・CGアニメーション協力       |
| 2012年 | 009 RE:CYBORG                        | Production I.G サンジゲン                   | CGアニメーション協力                     |
| 2012年 | ヱヴァンゲリヲン新劇場版:Q           | カラー                                      | CGアニメーション協力・モデリング制作協力 |
| 2014年 | 劇場版 TIGER & BUNNY -The Rising-    | サンライズ                                  | CGアニメーション協力・モデリング制作協力 |
| 2014年 | 美少女戦士セーラームーンCrystal      | 東映アニメーション                          | CGアニメーション協力                     |
| 2014年 | 宇宙戦艦ヤマト2199 星巡る方舟        | XEBEC                                       | CGアニメーション協力                     |
| 2015年 | 花とアリス殺人事件                   | ロックウェルアイズ スティーブンスティーブン | CGアニメーション協力                     |
| 2015年 | ドラゴンボールZ 復活の「F」          | 東映アニメーション                          | CGアニメーション協力・モデリング制作協力 |
| 2015年 | ヘヴィーオブジェクト                 | J.C.STAFF                                   | モデリング制作協力                       |
| 2016年 | ブブキ・ブランキ                     | サンジゲン                                  | CGアニメーション協力・モデリング制作協力 |
| 2017年 | 宝石の国                             | オレンジ                                    | CGアニメーション協力                     |
| 2019年 | BanG Dream! 2nd Season               | サンジゲン                                  | モデリング制作協力                       |
| 2019年 | 爆丸バトルプラネット                 | トムス・エンタテインメント                  | CGアニメーション協力・モデリング制作協力 |
| 2019年 | 前日談「プロメア SIDE ガロ」         | TRIGGER                                     | CGアニメーション協力                     |
| 2019年 | 神田川JET GIRLS                      | ティー・エヌ・ケー                          | モデリング制作協力                       |
| 2020年 | ドロヘドロ                           | MAPPA                                       | CGアニメーション協力                     |
| 2020年 | 新サクラ大戦 the Animation           | サンジゲン                                  | モデリング制作協力                       |
| 2021年 | 最響カミズモード!                    | BN Pictures                                 | CGアニメーション協力                     |
| 2021年 | シン・エヴァンゲリオン劇場版         | カラー                                      | モデリング制作協力                       |
| 2021年 | 爆丸ジオガンライジング               | トムス・エンタテインメント                  | CGアニメーション協力・モデリング制作協力 |
| 2021年 | 進撃の巨人 The Final Season Part 2   | MAPPA                                       | CGアニメーション協力                     |

## 関連人物

### アニメーター・演出家
- 安形佳己
- アミサキリョウコ
- 岩崎泰介
- 岩佐とも子
- 岸誠二
- 木村真一郎
- 小沼克介
- 近藤高光

- 杉山了蔵
- 鈴木行
- 鈴木芳成
- 田代雅子
- 千葉高雪
- 中西伸彰
- 沼田誠也
- 原由美子

- 藤田栄
- 光延博愛
- 森山雄治
- 山門郁夫
- 山田靖智
- 渡辺明夫
- 渡辺真由美
- 黒澤桂子

### 制作
- 光延幸子（創業者）
- 光延青児（代表取締役社長）
- 比嘉勇二
- 秋田信人
- 吉田大樹

- 村松裕基
- 山崎成人
- 福田杏樹
- 宮﨑裕司
- 鹿嶌舜
- 糀谷智司（現：project No.9代表取締役社長）